# СУ-152
СУ-152 је совјетски самоходни топ из Другог светског рата.

## Историја
Када је Црвена армија прешла у офанзиву крајем 1942. јавила се потреба за тешким јуришним топовима. Развој таквог возила заснованог на шасији тешких тенкова КВ-1 и ЈС-1 почео је одмах и 14. фебруара 1943. направљен је СУ-152. Током 1943. укупно је направљено 704 возила.

## Карактеристике
СУ-152 био је самоходни топ заснован на шасији тешког тенка КВ-1С. Ниска кабина подигнута је на трупу тенка и употребљена за смештај хаубице МЛ-20 калибра 152 mm. Возило је било опремљено са два нишана: панорамским за индиректну паљбу и телескопским за директну ватру, која је коришћена чешће. Топ је имао хоризонталну покретљивост од 12 степени и елевацију од -5 до +18 степени. Муниција се пунила појединачно, тако да је фреквенција паљбе била ограничена на око 2 метка у минуту - ношено је 20 метака. Коришћена су и против-оклопна и експлозивна зрна. У почетку није планирано секундарно оружје, али је накнадно додат ПВ митраљез ДСхК од 12.6 mm.

## У борби
СУ-152 са масивним експлозивним зрном био је одлично возило за подршку пешадији. Могло се употребити и као ловац тенкова, иако је закривљена путања зрна отежавала ту улогу. Експлозивно зрно од 152 mm могло је да уништи скоро сваки утврђени положај, а против-оклопно зрно могло је да пробије сваки немачки тенк, иако је прецизност на удаљеностима већим од 500-700 m била занемарљива.